# Jamal Nur Kadinefendi
Jamal Nur Kadinefendi (tiếng Thổ Nhĩ Kỳ: Cemalnur Kadınefendi; tiếng Ả Rập: جمال نور فادين افندی) (k. 1950 - 1876), là một thứ phi trong hậu cung của vị Phó vương Ai Cập Isma'il Pasha.

## Tiểu sử
Không rõ về cuộc sống ban đầu của Jamal Nur. Người ta chỉ biết bà sinh vào khoảng năm 1950 tại Abkhazia. Khi còn là thiếu nữ, bà đã bị bắt trong một cuộc tấn công và bị bán làm nô lệ. Sau đó, Jamal Nur được đưa vào hậu cung của Isma'il Pasha với thân phận là một tỳ thiếp. Nhà vua kết hôn chính thức với bà vào năm 1869. Jamal Nur cải sang đạo Hồi.
Theo sử sách ghi lại, Jamal Nur là một người con gái xinh đẹp, mặc dù hơi thấp. Bà tính tình lông bông, không đứng đắn, và thường hay cười đùa, pha trò. Khi đi dạo vườn cùng với mọi người, bà cởi cả giày và vớ để nhảy vào bồn nước của đài phun nước. Bà thậm chí còn nhấc váy cao đến mức người ta có thể nhìn thấy diềm xếp nếp của chiếc quần lót phủ chân của bà.
Năm 1875, Jamal Nur sinh hạ Vương tử Ali Jamal ud-din Pasha, và được phong bậc Kadinefendi (một cấp bậc trong hậu cung của Đế quốc Ottoman, cao hơn so với Hanimefendi nhưng đều dưới Sultana). Tuy nhiên vào năm sau, Jamal Nur đột ngột qua đời khi mới khoảng 26 tuổi. Nguyên nhân cái chết của bà vẫn không được biết đến, rất có thể bà bị biến chứng khi sinh và dẫn đến cái chết. Bà được chôn cất tại Lăng Khedival, Nhà thờ Hồi giáo Al-Rifa'i.
Con trai duy nhất của bà, Vương tử Ali Jamal ud-din Pasha, mất vì bệnh bạch hầu tại Viên, thủ đô nước Áo, vào năm 1893, và cũng được an táng tại Nhà thờ Hồi giáo Al-Rifa'i.